# Auzelles
Auzelles é uma comuna francesa na região administrativa de Auvérnia-Ródano-Alpes, no departamento Puy-de-Dôme. Estende-se por uma área de 32,5 km². Em 2010 a comuna tinha 383 habitantes (densidade: 11,8 hab./km²).